# Borman (månkrater)
Borman är en nedslagskrater på månens baksida. Borman har fått sitt namn efter den amerikanske astronauten Frank Borman.

## Satellitkratrar
| Borman | Latitud | Longitud | Diameter |
| ------ | ------- | -------- | -------- |
| L      | 40.1° S | 147.2° V | 28 km    |
| V      | 37.4° S | 150.6° V | 28 km    |

Senare fick flera av satellitkratrarna egna namn
| Borman | Namn      |
| ------ | --------- |
| A      | McNair    |
| X      | Resnik    |
| Y      | McAuliffe |
| Z      | Jarvis    |